# Craugastor emleni
Craugastor emleni är en groddjursart som först beskrevs av Dunn 1932.  Craugastor emleni ingår i släktet Craugastor och familjen Craugastoridae. IUCN kategoriserar arten globalt som akut hotad. Inga underarter finns listade i Catalogue of Life.